# Rèpaci (patronyme)
Pour les articles homonymes, voir Rèpaci (homonymie).
Rèpaci est un patronyme italien très rare, sans doute d'origine grecque.

## Occurrence
Il s'agit d'un nom de famille très rare en Italie. Rèpaci est spécifique de la Calabre, une région du sud de l'Italie, en particulier de Campo Calabro, Palmi, Villa San Giovanni et Fiumara.
Seulement 179 personnes portent ce nom en 2010 avec la répartition suivante : 119 en Calabre, 3 en Émilie-Romagne, 17 en Lombardie, 2 en Toscane, 13 dans le Latium, 2 en  Sicile, 9 dans le Piémont, 2 dans les Marches, 6 en Vénétie, 2 dans le Val d'Aoste, 3 en Ligurie et 1 en Ombrie.
Il est également extrêmement rare en France. En effet, seulement 7 personnes portant le patronyme Rèpaci sont nées en France entre 1890 et 2010 toutes dans le même département. Ce patronyme est au 417 480e rang des noms les plus portés en France.

## Étymologie
Il s'agit sans doute de l'italianisation du nom de famille grec Repakis.
L'accent grave n'est pas obligatoire, mais on l'écrit assez souvent pour indiquer la prononciation correcte. On notera que curieusement Antonino Rèpaci a publié ses livres avec un accent aigu, alors que son nom portait bien un accent grave.

## Histoire
Les Rèpaci sont une famille italienne du sud de l'Italie (Palmi, en Calabre) qui a joué un rôle au XXe siècle :
- Francesco Antonio Rèpaci, économiste, cousin germain des quatre frères ci-dessous,

Antonino Francesco Rèpaci, professeur de mathématiques au polytecnico de Turin, fils de Francesco Antonio.
- quatre frères : 
  - Francesco Rèpaci, avocat,
  - Giulio Rèpaci, biologiste et collaborateur de louis Pasteur,
  - Neuro Rèpaci, mort à la guerre d'Italie de 1915-1918,
  - Leonida Rèpaci, homme politique, écrivain, fondateur du Prix Viareggio,
- Albertina Antonelli Rèpaci, poétesse, épouse de Leonida Rèpaci,
- Antonino Rèpaci, partisan durant la guerre de 1940-1945, magistrat et historien du fascisme, fils de Francesco Rèpaci,
- Maria-Giuliana Tarizzo Rèpaci, pharmacienne, et partisan de la première heure, épouse d'Antonino Rèpaci,
- Gabriella Rèpaci Courtois, historienne de l'art au CNRS, fille d'Antonino Rèpaci,
- Thomas Courtois-Rèpaci, ami des arts et des lettres.